# Jacques de Morgan
Jacques Jean Marie de Morgan (født 3. juni 1857 i Huisseau-sur-Cosson i departemenet Loir-et-Cher, død 12. juni 1924) var en fransk oldgransker og ægyptolog. 
de Morgan studerede ved Écoles des mines i Paris geologi og ingeniørvidenskab, men foretog tidlig flere studierejser. Blandt andet opholdt han sig længere tid i Danmark, hvis geologiske forhold og museer, særlig de forhistoriske samlinger, han ivrig studerede. Nogle resultater af sine studier har han nedlagt i sin Voyage en Scandinavie i "Bulletin de la Société de Géologie" (1877). Han fik derefter understøttelse af den franske regering tii arkæologiske og lignende undersøgelser i Kaukasus, Armenien og Persien. 
1892 udnævntes han til direktør for Kedivens ægyptiske museum i Ghiseh og til generaldirektør for udgravningerne i Ægypten, hvilken stilling han fratrådte 1897. Man skylder de Morgan mange højst vigtige fund, således opdagelsen af flere grave fra 12. dynasti, deriblandt en kongegrav og to prinsessegrave med de fortrinligste guld- og juvelsager, som, nogen sinde er fundne i Ægypten. De fandtes 1894 af ham ved Dashur 36 km syd fra Kairo og er beskrevne i hans Fouilles à Dachour (1895). 
Flere mærkelige grave fra 5. dynasti er ligeledes blevne opdagede og udgravede af de Morgan ved Sakkarah på den store gravplads, hvor indbyggere i det gamle Memfis fordum bisattes. Ikke mindre fortjeneste indlagde de Morgan sig ved at opdage Ægyptens forhistoriske tid, som han belyste ved en række af ham opdagede gravfund og lignende — undersøgelser, som han foretog med største omhyggelighed og samvittighedsfuldhed og beskrev i sine Recherches sur les origines de l’Égypte (2 bind, 1896 og 1897; I: L’âge de la pierre et les métaux; II: Ethnographie préhistorique). 
1898 gik de Morgan atter til Persien, hvor han foretog udgravninger med understøttelse af den franske og den persiske regering. Blandt andet ledede han store udgravninger i Susa, hvor han fandt de dele af byen, der før persertiden havde haft størst betydning, og hvor gamle elamitiske konger havde resideret. Fundet af støtten med den babylonske konge Hammurabis love i Susa 1901 skyldes de Morgan. Den udgaves straks af pater Scheil med fransk oversættelse og forklaringer. En sammenfattende skildring af den orientalske forhistorie har han givet i sit posthume værk La Préhistorie orientale (Paris 1925—27).

## Rerencer
- Morgan, Jacques Jean Marie de i Salmonsens Konversationsleksikon (2. udgave, 1924)

 Der er for få eller ingen kildehenvisninger i denne artikel, hvilket er et problem. Du kan hjælpe ved at angive troværdige kilder til de påstande, som fremføres i artiklen.